# Tai Hara
Tai Hara es un actor australiano, conocido por haber participado en el programa Cash Call y haber interpretado a Andy Barrett en la serie Home and Away.

## Biografía
En el 2010 se graduó del QUT con un grado en actuación.
Tai está casado con la actriz filipina Fely Irvine, exintegrante del grupo infantil Hi-5, en enero del 2015 la pareja anunció que se había comprometido. La pareja se casó en Bali en el 2017, entre los invitados estuvieron los actores Demi Harman, Alec Snow, Charlie Clausen, Jessica Grace Smith y Brenton Thwaites.
En junio del 2020 la pareja anunció que estaban esperando a su primer bebé juntos.

## Carrera
En el 2011 apareció como invitado en dos episodios de la serie de ciencia ficción Terra Nova donde interpretó a un guardia.
El 28 de agosto de 2013 se unió al elenco de la popular serie australiana Home and Away donde interpretó a Andy Barrett, hasta el 5 de julio de 2016 después de que su personaje decidiera darse a la fuga junto a su hermano Josh.
A finales de agosto del 2014 se anunció que Tai participaría en la decimocuarta temporada del programa de baile Dancing with the Stars.

## Filmografía

### Series de televisión
| Año         | Serie              | Personaje       | Notas         |
| ----------- | ------------------ | --------------- | ------------- |
| 2024        | Return to Paradise | Glenn Strong    | 6 episodios   |
| 2016        | Hyde & Seek        | Det. Kevin Soga | 8 episodios   |
| 2013 - 2016 | Home and Away      | Andy Barrett    | 268 episodios |
| 2011        | Terra Nova         | Guardia         | 2 episodios   |

### Películas
| Año  | Título         | Personaje | Notas                                                                     |
| ---- | -------------- | --------- | ------------------------------------------------------------------------- |
| 2012 | Mourning After | Tai       | corto - junto a Tim Franklin, Simone Herman, Anna Lawrence y Albert Milne |
| 2012 | Reef 'n' Beef  | Bass      | junto a Aaron Davison, Anna Lawrence, Helen Christinson y Anna McGahan    |

### Presentador
| Año         | Programa  | Notas                       |
| ----------- | --------- | --------------------------- |
| 2011 - 2012 | Cash Call | 110 episodios - presentador |

### Productor
| Año  | Título         | Notas                      |
| ---- | -------------- | -------------------------- |
| 2012 | Mourning After | corto - productor asociado |

### Apariciones
| Año             | Programa               | Notas       |
| --------------- | ---------------------- | ----------- |
| 2014 - presente | Dancing with the Stars | concursante |